# Бетуел
Бетуел (івр. ‏בְתוּאֵל, Bəṯū’êl — будинок Бога) — наймолодший син Нахора та Мілки, племінник Авраама.
У Бетуела був син Лаван і дочка Ревека. Ревека народила від свого чоловіка Ісаака двох синів: Якова та Ісава. У Лавана народилися Рахіль і Лія, які стали дружинами Якова, сина Ісаака. Від Рахілі і Лії, а також від їх служниць народилися 12 синів від яких вийшли Дванадцять колін Ізраїлевих.